# 차와 동정
차와 동정(Tea And Sympathy)은 미국에서 제작된 빈센트 미넬리 감독의 1956년 드라마 영화이다. 데보라 카 등이 주연으로 출연하였고 팬드로 S. 버먼 등이 제작에 참여하였다.

## 출연

### 주연
- 데보라 카
- 존 카

### 조연
- 리프 에릭슨
- 에드워드 앤드류즈
- 대릴 히크먼
- 노마 크레인
- 딘 존스
- 재클린 드윗
- 톰 러플린
- 스티븐 테렐
- 킵 킹
- 지미 헤이즈
- 리처드 타일러
- 돈 버넷

## 제작진
- 원작자: 로버트 앤더슨
- 미술: 에드워드 C. 카르파그노
- 미술: 윌리암 A. 호닝
- 의상: 헬렌 로즈